# Batalha de Plassey

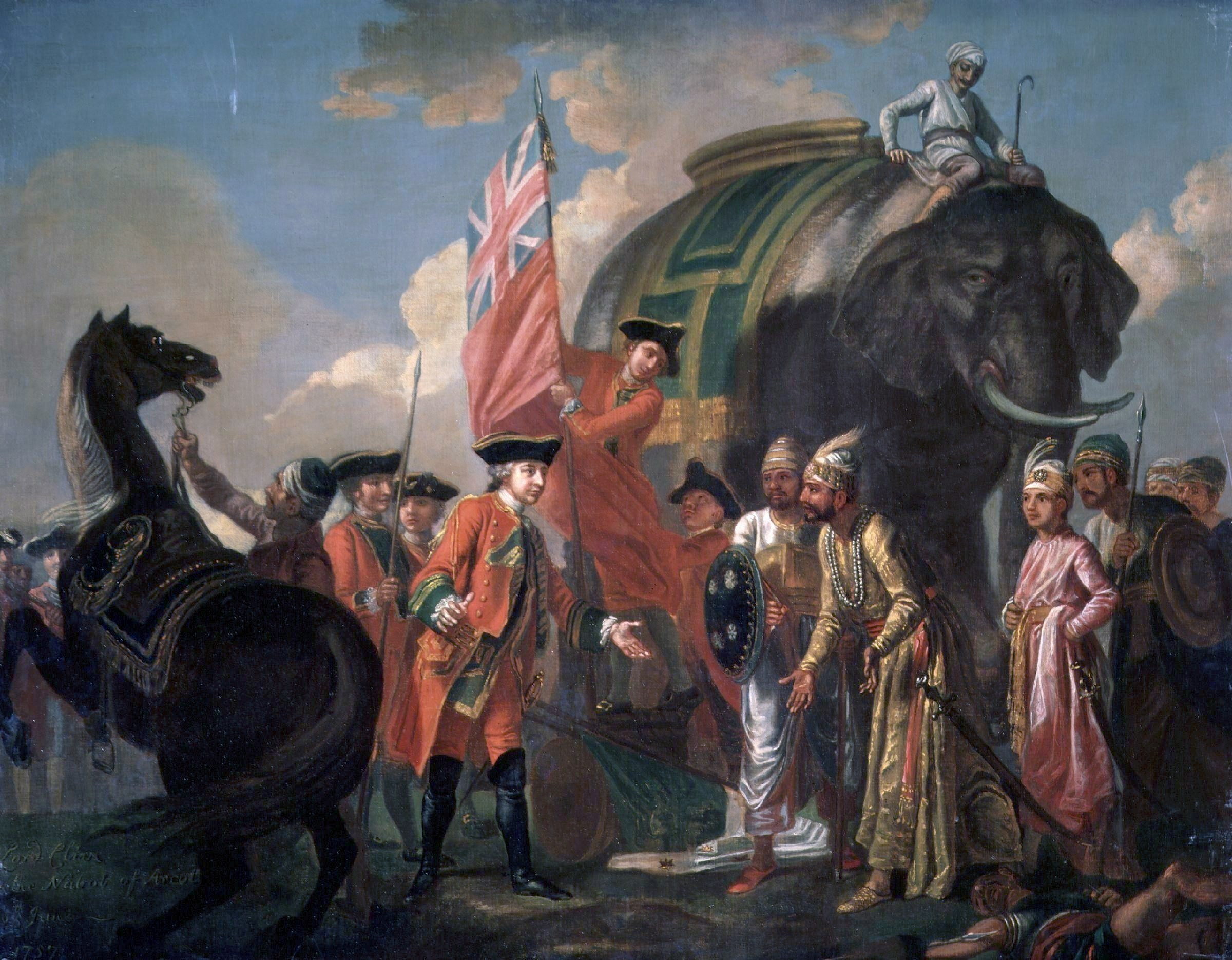
A Batalha de Plassey (1757) estabeleceu o domínio britânico na Índia

Batalha de Plassey (Bengali: পলাশীর যুদ্ধ, Pôlashir Juddho) foi uma vitória decisiva da Companhia Britânica das Índias Orientais sobre o Nababo de Bengala e seus aliados franceses em 23 de junho de 1757.

## A batalha
Sob a liderança de Robert Clive. A vitória foi possível pela deserção de Mir Jafar, que era o comandante-chefe de Nababo Siraj-ud-Daulah. A batalha ajudou a Companhia Britânica das Índias Orientais a assumir o controle de Bengala. Nos cem anos seguintes, eles assumiram o controle da maior parte do restante do subcontinente indiano, incluindo a Birmânia.
A batalha ocorreu em Palash (versão em inglês: Plassey) às margens do rio Hooghly, cerca de 150 quilômetros (93 milhas) ao norte de Calcutá e ao sul de Murshidabad em Bengala Ocidental, então capital de Bengala Subah. Os beligerantes eram a Companhia Britânica das Índias Orientais e o Nababo Siraj-ud-Daulah, o último Nababo independente de Bengala. Ele sucedeu Alivardi Khan(seu avô materno). Siraj-ud-Daulah havia se tornado o Nababo de Bengala no ano anterior e ordenou aos ingleses que parassem a extensão de sua fortificação. Robert Clive subornou Mir Jafar, o comandante-chefe do exército do Nababo, e também prometeu torná-lo Nababo de Bengala. Clive derrotou Siraj-ud-Daulah em Plassey em 1757 e capturou Calcutá.
A batalha foi precedida por um ataque a Calcutá controlada pelos britânicos por Nababo Siraj-ud-Daulah e o massacre do Buraco Negro (uma masmorra em Fort William, Calcutá). Os britânicos enviaram reforços sob o comando do coronel Robert Clive e do almirante Charles Watson de Madras para Bengala e recapturaram Calcutá. Clive então tomou a iniciativa de capturar o forte francês de Chandannagar. As tensões e suspeitas entre Siraj-ud-daulah e os britânicos culminaram na Batalha de Plassey. A batalha foi travada durante a Guerra dos Sete Anos (1756-1763), e, em um espelho de sua rivalidade europeia, a Companhia Francesa das Índias Orientais (La Compagnie des Indes Orientales) enviou um pequeno contingente para lutar contra os britânicos. Siraj-ud-Daulah tinha uma força vastamente numericamente superior e fez sua resistência em Plassey. Os britânicos, preocupados em estar em menor número, formaram uma conspiração com o rebaixado chefe do exército de Siraj-ud-Daulah, Mir Jafar, junto com outros como Yar Lutuf Khan, Jagat Seths (Mahtab Chand e Swarup Chand), Umichand e Rai Durlabh. Mir Jafar, Rai Durlabh e Yar Lutuf Khan reuniram suas tropas perto do campo de batalha, mas não fizeram nenhum movimento para realmente se juntar à batalha. Exército de Siraj-ud-Daulah com cerca de 50 000 soldados (incluindo desertores), 40 canhões e 10 elefantes de guerra foi derrotado por 3 000 soldados do coronel Robert Clive, devido à fuga de Siraj-ud-Daulah do campo de batalha e à inatividade dos conspiradores. A batalha terminou em aproximadamente 11 horas.
Esta é considerada uma das batalhas cruciais no controle do subcontinente indiano pelas potências coloniais. Os britânicos agora tinham grande influência sobre o Nababo, Mir Jafar e, como resultado, conseguiram importantes concessões por perdas anteriores e receitas comerciais. Os britânicos usaram ainda mais essa receita para aumentar seu poderio militar e expulsar as outras potências coloniais europeias, como os holandeses e os franceses, do sul da Ásia, expandindo assim o Império Britânico.